# Termitinae
Termitinae es una subfamilia de termitas, que contiene los siguientes géneros:

## Géneros
| 1. Ahamitermes 2. Amitermes 3. Amphidotermes 4. Angulitermes 5. Apsenterotermes 6. Capritermes 7. Cavitermes 8. Cephalotermes 9. Cornicapritermes 10. Coxocapritermes 11. Crepititermes 12. Cristatitermes 13. Cylindrotermes 14. Dentispicotermes 15. Dicuspiditermes 16. Dihoplotermes 17. Divinotermes 18. Drepanotermes 19. Ekphysotermes 20. Ephelotermes 21. Eremotermes 22. Genuotermes 23. Globitermes 24. Gnathamitermes 25. Hapsidotermes 26. Hesperotermes 27. Homallotermes 28. Hoplotermes 29. Incolitermes 30. Indocapritermes 31. Inquilinitermes 32. Invasitermes 33. Kemneritermes | 1. Krishnacapritermes 2. Labiocapritermes 3. Lophotermes 4. Macrognathotermes 5. Malaysiocapritermes 6. Microcerotermes 7. Mirocapritermes 8. Neocapritermes 9. Onkotermes 10. Oriencapritermes 11. Orientotermes 12. Orthognathotermes 13. Paracapritermes 14. Pericapritermes 15. Planicapritermes 16. Procapritermes 17. Prohamitermes 18. Promirotermes 19. Protocapritermes 20. Protohamitermes 21. Pseudhamitermes 22. Pseudocapritermes 23. Pseudomicrotermes 24. Quasitermes 25. Saxatilitermes 26. Sinocapritermes 27. Spinitermes 28. Syncapritermes 29. Synhamitermes 30. Termes 31. Trapellitermes 32. Tuberculitermes 33. Xylochomitermes |